# Алборето (Кјети)
Алборето (итал. Alboreto) је насеље у Италији у округу Кјети, региону Абруцо.
Према процени из 2011. у насељу је живело 91 становника. Насеље се налази на надморској висини од 133 м.